# Тамчы
Тамчы (кирг. Тамчы) — село в Иссык-Кульском районе Иссык-Кульской области Кыргызстана. Административный центр Тамчынского аильного округа. Код СОАТЕ — 41702 215 830 01 0.

## География
Расположено на северном берегу озера Иссык-Куль. Через село проходит магистральная автотрасса Бишкек — Каракол. Вблизи расположен аэропорт «Иссык-Куль».

## Население
По данным переписи 2009 года, в селе проживало 1427 человек.